# 4312 Knacke
4312 Knacke eller 1978 WW11 är en asteroid i huvudbältet som upptäcktes 29 november 1978 av de båda amerikanska astronomerna Charles T. Kowal och Schelte J. Bus vid Palomarobservatoriet. Den har fått sitt namn efter astronomen Roger F. Knacke.
Asteroiden har en diameter på ungefär 12 kilometer.